# OFLIFE
『OFLIFE』（オブライフ）は、2018年10月24日（10月23日深夜）から2020年9月24日（9月23日深夜）まで毎日放送（MBSテレビ）で放送されたドキュメンタリー番組。

## 概要
主に、よしもとクリエイティブエージェンシー→吉本興業所属のタレントや新旧のアスリートを対象に、「“芸人”でありながら、別の才能を発揮する。笑いとは違う生き様」「“アスリート”が現役を引退。セカンドキャリアに奮闘する生き様」など、「もうひとつの才能」に注目するドキュメンタリー。毎回、1人にスポットを当て、別の分野に賭ける情熱を密着取材してVTRで紹介し、本人のインタビューを交えながら、こだわりや魅力を描き出す。タイトルの「OFLIFE」は、“way of life（生き様）”と“view of life（人生観）”の2つの意味を込めた造語である。
ナビゲーターを務める黒田博樹は現役引退後初のレギュラー番組となる。黒田の座右の銘である「耐雪梅花麗」という西郷隆盛の遺した五言律詩に倣い、スペシャリストの思いを「5つの漢字」で紐解いていく。
毎日放送も関与しているが、吉本興業主導による制作のため、JNN（TBS系列）番組として扱われず、系列外局で放送された地域もある。

## 出演者
- ナビゲーター - 黒田博樹

## スタッフ
- ナレーション - 手塚理美、川下大洋[1]
- 主題歌 - 間慎太郎「やってやれ」
- 構成 - 武輪真人
- ブレーン - 沢野緑
- カメラ - 筒井俊之
- 音声 - 野平信之
- 照明 - 村地英樹
- CA - 石原泰鵬
- 編集 - 利岡正義
- MA - 中川和哉
- 音効 - 河原夕子
- メイク - 渡辺正美
- スタイリスト - 大杉竜
- AP - 上谷真璃
- 協力 - RCCフロンティア[3]、篠本照明、マウス、ちゅるんカンパニー
- 衣装協力 - ヴォワ
- 演出 - 山下純平
- 制作アドバイザー - 新堂裕彦（MBS）
- プロデューサー - 小林めい（吉本興業）、木村友厚（よしもとブロードエンタテインメント）
- チーフプロデューサー - 村野裕亮（吉本興業）
- 制作協力 - MCIPホールディングス、よしもとブロードエンタテインメント
- 制作・製作著作 - 吉本興業

## 放送局
| 放送対象地域 | 放送局                | 系列           | 放送日時（JST）              | 放送期間                                               | 備考       |
| ------------ | --------------------- | -------------- | ---------------------------- | ------------------------------------------------------ | ---------- |
| 近畿広域圏   | 毎日放送（MBS）       | TBS系列        | 水曜 1:59 - 2:29（火曜深夜） | 2018年10月24日（23日深夜） - 2020年9月24日（23日深夜） | 制作局     |
| 広島県       | 広島テレビ放送（HTV） | 日本テレビ系列 | 日曜 0:55 - 1:25（土曜深夜） | 2018年12月30日（29日深夜） - 2021年2月14日（13日深夜） |            |
| 山口県       | テレビ山口（tys）     | TBS系列        | 月曜 1:20 - 1:50（日曜深夜） | 2019年4月8日（7日深夜） - 2020年10月19日（18日深夜）   |            |
| 岡山県       | 岡山放送（OHK）       | フジテレビ系列 | 土曜 13:30 - 14:00           |                                                        | 不定期放送 |